# National Football League
A National Football League (NFL) é a liga esportiva profissional de futebol americano dos Estados Unidos. Consiste de 32 times, divididos igualmente entre duas conferências: a National Football Conference (NFC) e a American Football Conference (AFC). A NFL é uma das quatro grandes ligas esportivas profissionais estadunidenses e é o principal expoente do futebol americano no mundo. Sua temporada regular é jogada por dezoito semanas, de setembro até o começo de janeiro, com cada time jogando dezessete partidas e tendo uma semana de folga. Após a conclusão da temporada regulamentar, sete times de cada conferência (quatro campeões de divisão e três times de repescagem) avançam para os playoffs, em uma competição de morte súbita culminando na grande final, o Super Bowl, que normalmente é disputado em um domingo no meio de fevereiro e coloca frente a frente os campeões da NFC e da AFC.
A NFL foi formada na década de 1920 como a American Professional Football Association (APFA) antes de mudar seu nome e passar a ser conhecida como National Football League (ou Liga Nacional de Futebol [Americano]) em 1922. A NFL não era a única liga de futebol americano nos Estados Unidos e durante a década de 1960 nutriu uma rivalidade com a American Football League (AFL). Devido a inflação dos salários dos jogadores e outras questões (majoritariamente financeiras e de competitividade), as duas ligas rivais decidiram iniciar um processo de fusão, que começou em 1966, com o primeiro Super Bowl, uma partida entre os campeões de cada liga; a fusão foi completada em 1970.
Atualmente, a NFL é a liga esportiva com a maior média de público (67 591 por jogo) do mundo, além de ser também a mais rica. Desde a década de 1990, a NFL ainda é a liga esportiva mais popular dos Estados Unidos, líder em público, audiência na TV e lucros angariados. O Super Bowl é um dos eventos entre clubes esportivos com maior audiência no mundo e a final do campeonato é o evento mais assistido na televisão americana, com uma forte audiência mundial também. A direção executiva da NFL fica a cargo do seu comissário, eleito pelos trinta e dois donos de times, que tem a autoridade de governar o dia-dia da administração da liga.
O time da NFL com mais títulos é o Green Bay Packers com treze (nove antes da fusão com a AFL e quatro troféus de campeão do Super Bowl); já os times com mais anéis de campeão do Super Bowl são o Pittsburgh Steelers e o New England Patriots, com seis cada. O atual campeão da liga é o Philadelphia Eagles, que derrotou o Kansas City Chiefs no Super Bowl LIX. Em termos financeiros, em 2023, o time mais rico da liga era o Dallas Cowboys, com valor de mercado estimado em aproximadamente US$ 10,1 bilhões de dólares (sendo a marca esportiva mais valiosa do mundo), segundo a revista Forbes.

## História

### Fundação e crescimento
Em 20 de agosto de 1920, um encontro foi feito com representantes dos times Akron Pros, Canton Bulldogs, Cleveland Indians, Rock Island Independents e Dayton Triangles em Canton, Ohio. Essa reunião resultou na criação da American Professional Football Conference (APFC, ou "Conferência Profissional de Futebol Americano"), um grupo que, de acordo com o jornal Canton Evening Repository, tinha o objetivo de "aumentar o padrão de profissionalismo do futebol [americano] de todas as formas possíveis, eliminando brigas por jogadores entre clubes rivais e assegurar uma maior cooperação na formação dos calendários de jogos". Outra reunião aconteceu em 17 de setembro de 1920 e resultou na liga se renomeando American Professional Football Association (APFA, ou "Associação Profissional de Futebol Americano"). A liga contratou o atleta Jim Thorpe como seu primeiro presidente. Neste momento, a APFA possuía 14 times. Apenas dois desses times, o Decatur Staleys (atualmente o Chicago Bears) e o Chicago Cardinals (atualmente o Arizona Cardinals), permanecem na NFL até os dias atuais.

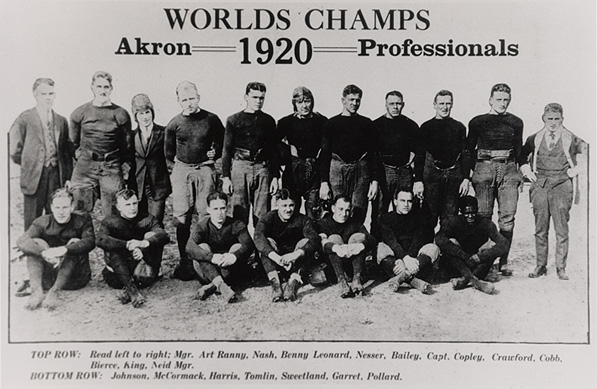
Pôster do Akron Pros, campeões da primeira temporada em 1920.

Embora a liga não tenha mantido uma tabela oficial para sua temporada inaugural em 1920 e o calendário de jogos incluía times que nem estavam na liga, a APFA deu ao Akron Pros o título de campeão devido a sua campanha de 8–0–3 (8 vitórias, 0 derrotas e 3 empates). O primeiro evento aconteceu em 26 de setembro de 1920 quando o Rock Island Independents derrotou o St. Paul Ideals (não filiado a liga) por 48 a 0 no estádio Douglas Park. Em 3 de outubro, a primeira semana completa da liga foi jogada. A temporada seguinte viu o Chicago Staleys se tornando campeão sobre o Buffalo All-Americans, mas o título não veio sem controvérsia. Em 24 de junho de 1922, a APFA mudou formalmente seu nome para National Football League (NFL, ou "Liga Nacional de Futebol [Americano]").
Em 1932, a temporada terminou com o Chicago Bears (6–1–6) e o Portsmouth Spartans (6–1–4) empatando em primeiro lugar na tabela da liga. Neste período, os times eram ranqueados numa única tabela e a equipe com o maior percentual de vitórias (não incluindo empates, que não contavam na tabela de classificação) quando a temporada se encerrava era declarada campeã pela liga; a única forma de desempate era se duas equipes jogassem duas vezes em uma temporada, o resultado do segundo jogo determinaria o título (esta foi a fonte da controvérsia de 1921 também). Este método era usado desde 1920, mas tal situação nunca tinha acontecido com dois times empatados na liderança da tabela. A liga então determinou um jogo de playoff entre Chicago e Portsmouth para decidir o campeão da temporada. A partida aconteceria no Wrigley Field, na cidade de Chicago, e contaria como um jogo de temporada regular mas a combinação de neve e frio fez com que a partida fosse transferida para o Chicago Stadium, que era fechado mas não tinha as dimensões padrão de um campo de futebol americano, de acordo com as regulamentações. Jogando sob regras alteradas, os Bears venceram o jogo por 9 a 0 e se consagraram campeões daquele ano. O interesse do público neste tipo de de facto "final de campeonato", fez com que a NFL, em 1933, divide-se em duas divisões com um jogo de decisão entre os campeões de divisão. A temporada de 1934 também marcou a primeira de doze temporadas onde afro-americanos estiveram ausentes da liga. Este banimento para jogadores negros só foi encerrado em 1946, após pressão pública, e coincidiu com a remoção de um banimento similar na Major League Baseball.
A NFL era a principal liga de futebol americano dos Estados Unidos; contudo outras ligas surgiram entre as décadas de 1930 e 1940. Muitas delas sumiam com a mesma velocidade que apareciam, mas outras conseguiam durar algum tempo. Entre estas ligas rivais estavam a American Football Leagues (várias tiveram nomes similares) e a All-America Football Conference (AAFC), além de várias ligas regionais de diferentes calibres. Atualmente, três times traçam suas origens até ligas rivais da NFL deste período, incluindo o Los Angeles Rams (que surgiu em 1936 na American Football League), o Cleveland Browns e o San Francisco 49ers (sendo estes dois antigos membros da AAFC). Na década de 1950, a NFL tinha um efetivo monopólio sobre o futebol americano profissional nos Estados Unidos; sua única "competição" era com o futebol canadense, quando surgiu a Canadian Football League (CFL) em 1958, mas estas ligas nunca rivalizaram diretamente.
Em 1960, surgiu a quarta versão da American Football League (AFL). Ao contrário de outras ligas, esta conseguiu se firmar e assim a AFL começou a prosperar e se popularizar, conseguindo rivalizar agora diretamente com a NFL, acertando contratos lucrativos com a televisão e disputando com a NFL o direito por jogadores free agent e escolhas no draft universitário. Quando a rivalidade começou a trazer certos prejuízos para as ligas (principalmente devido a competição por atletas que levou a uma inflação de salários), as duas ligas rivais começaram a negociar uma fusão, acertada em 8 de junho de 1966, se tornando efetiva e completa em 1970. Nesse meio tempo, as duas ligas estabeleceram um draft em comum e uma final de campeonato, em campo neutro, para ver qual dos campeões de cada liga era realmente "o melhor time dos Estados Unidos". O jogo, chamado de Super Bowl, viu quatro edições antes da fusão ser concretizada e atraiu enorme interesse do público. Times da NFL venceram a primeira e segunda edições do grande jogo, enquanto a AFL ganhou a terceira e quarta edições. Após a fusão das ligas, a NFL se reorganizou em duas conferências: a National Football Conference (NFC), formada em maioria por times da antiga NFL pré-fusão, e a American Football Conference (AFC), consistida principalmente por equipes da antiga AFL e três times da NFL pré-fusão.
A fusão da NFL e a AFL foi extremamente bem sucedida e levou a uma explosão em popularidade do futebol americano nos Estados Unidos. Atualmente, a NFL é considerada a liga esportiva mais popular na América do Norte; muito deste crescimento é atribuído ao trabalho do comissário Pete Rozelle, que comandou a liga de 1960 a 1989. O número de público da NFL subiu de três milhões no começo da década de 1960 para dezessete milhões no final dos anos 80 e o Super Bowl XXIII chegou a atrair um público estimado de mais de 400 milhões de pessoas no mundo todo. A liga também estabeleceu a NFL Properties, em 1963, para lidar com questões de licenciamento e merchandising; com o passar dos anos, passou a ser uma das facetas da liga que mais gerava dinheiro, com lucros anuais estimados em bilhões de dólares. O mandato de Rozelle também viu a criação da NFL Charities, para angariar dinheiro para caridade, e uma parceria foi firmada com a United Way. Paul Tagliabue foi eleito comissário para suceder Rozelle; ficou a frente da liga por dezessete anos, até sair em 2006. Seu mandado viu uma continuação do crescimento de popularidade da NFL, com a audiência milionária levando a contratos de direitos de transmissão ficando cada vez maiores, além da adição de quatro novos times, e iniciativas para aumentar a diversidade racial na liga, atraindo minorias para servir como atletas ou em funções administrativas. O atual comissário da NFL, Roger Goodell, focou seus esforços em tentar tornar o esporte mais seguro, com aumento de regulamentações no jogo, como tornando ilegal vários tipos de tackles, punindo jogadores (com multas e suspensões) que violassem as regras da liga. Essas ações aconteceram após estudos mostrarem o efeito prolongado das pancadas recebidas pelos atletas, principalmente as concussões.

### Desenvolvimento da temporada regular e dos playoffs
De 1920 a 1934, a NFL não tinha um número fixo de partidas que um time iria jogar, estipulando apenas um número mínimo. A liga passou a estipular doze jogos de temporada regular por cada time a partir de 1935, reduzindo dois anos depois para onze partidas e depois para dez em 1943 (esta última alteração devido a entrada dos Estados Unidos na Segunda Guerra Mundial). Com a conclusão da guerra, em 1945, o número de jogos numa temporada retornou para onze já em 1946 e para doze em 1947. A NFL elevou este número novamente em 1961 para quatorze, que seria mantido até 1978, quando a liga adotou o formato de temporada com dezesseis jogos, que perdurou até 2020. Recentemente, a NFL tem estudado aumentar o número de partidas por ano para dezoito, mas a associação de jogadores, a National Football League Players Association (NFLPA), resiste a ideia. Porém, em 2021, a liga aumentou a quantidade de jogos de temporada regular para dezessete.

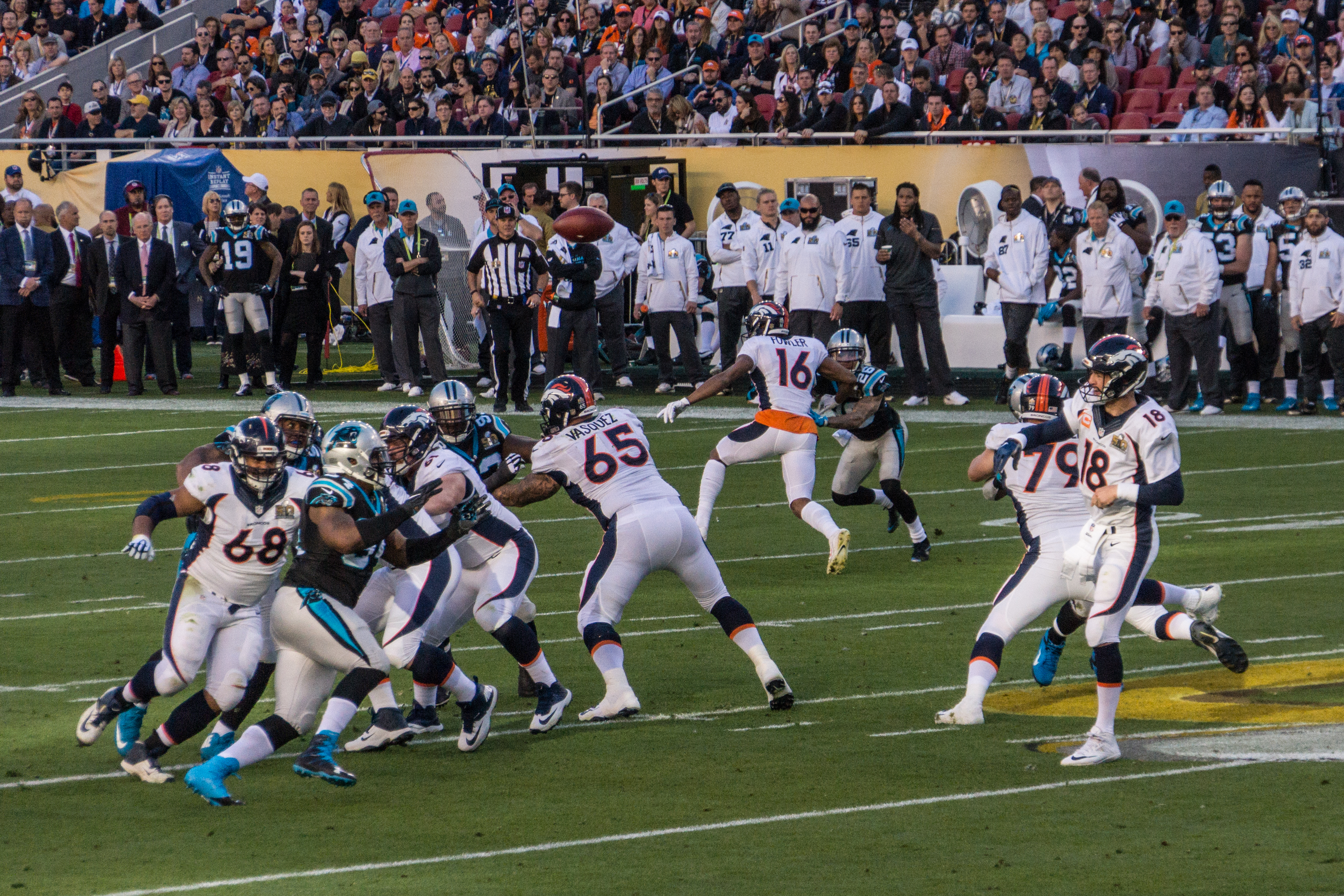
Os Broncos e os Panthers se enfrentando no Super Bowl 50, em 2016.

A NFL operou num sistema de duas conferências entre 1933 a 1966, com o campeão de cada conferência se enfrentando no NFL Championship Game. Se dois times empatavam na liderança da conferência, era feito um playoff desempate para determinar quem avançaria para a final. Em 1967, a NFL expandiu seu quadro de quinze times para dezesseis. Ao invés de equilibrar o número de times por conferência com a expansão do New Orleans Saints, a liga decidiu realinhar as conferências e dividi-las em duas divisões de quatro times em cada. Os quatro campeões de divisão avançariam para os playoffs, com duas rodadas. Entre 1960 e 1969, a liga tinha o "Playoff Bowl", que efetivamente definia o terceiro colocado do campeonato, entre as duas equipes que foram derrotadas na final de conferência. A partida, considerada mais um jogo de exibição, foi abandonada em 1970 pois muitos a consideravam um "jogo entre perdedores".
Após os times da AFL serem absorvidos pela NFL em 1970, a liga se dividiu em duas conferências fixas, com três divisões cada. A liga expandida, agora com vinte e seis equipes, também expandiu sua pós-temporada, aceitando oito times, sendo os três campeões de divisão de cada conferência e um time de repescagem (wild card), que era o time de melhor campanha sem ser um campeão de divisão, de cada conferência. Em 1978, a NFL adicionou um segundo time de repescagem por conferência, elevando para dez o número de equipes que se classificavam por ano para os playoffs, e mais dois times de repescagem foram adicionados em 1990, trazendo o número de classificados para doze, tudo isso para acomodar mais times que eram aceitos na liga. Em 2002, a NFL passou a ter 32 times, levando a um realinhamento de sua tabela, mudando a estrutura das divisões (que agora passaram a ser quatro em cada conferência). Com cada campeão de divisão se classificando, o número de times de repescagem que se classificavam para a pós-temporada se reduziu de três para dois (por conferência). Contudo, os playoffs foram expandidos novamente em 2020, adicionando mais dois times que se classificavam na repescagem, levando a um total de quatorze equipes que poderiam disputar a pós-temporada.

## Estrutura corporativa

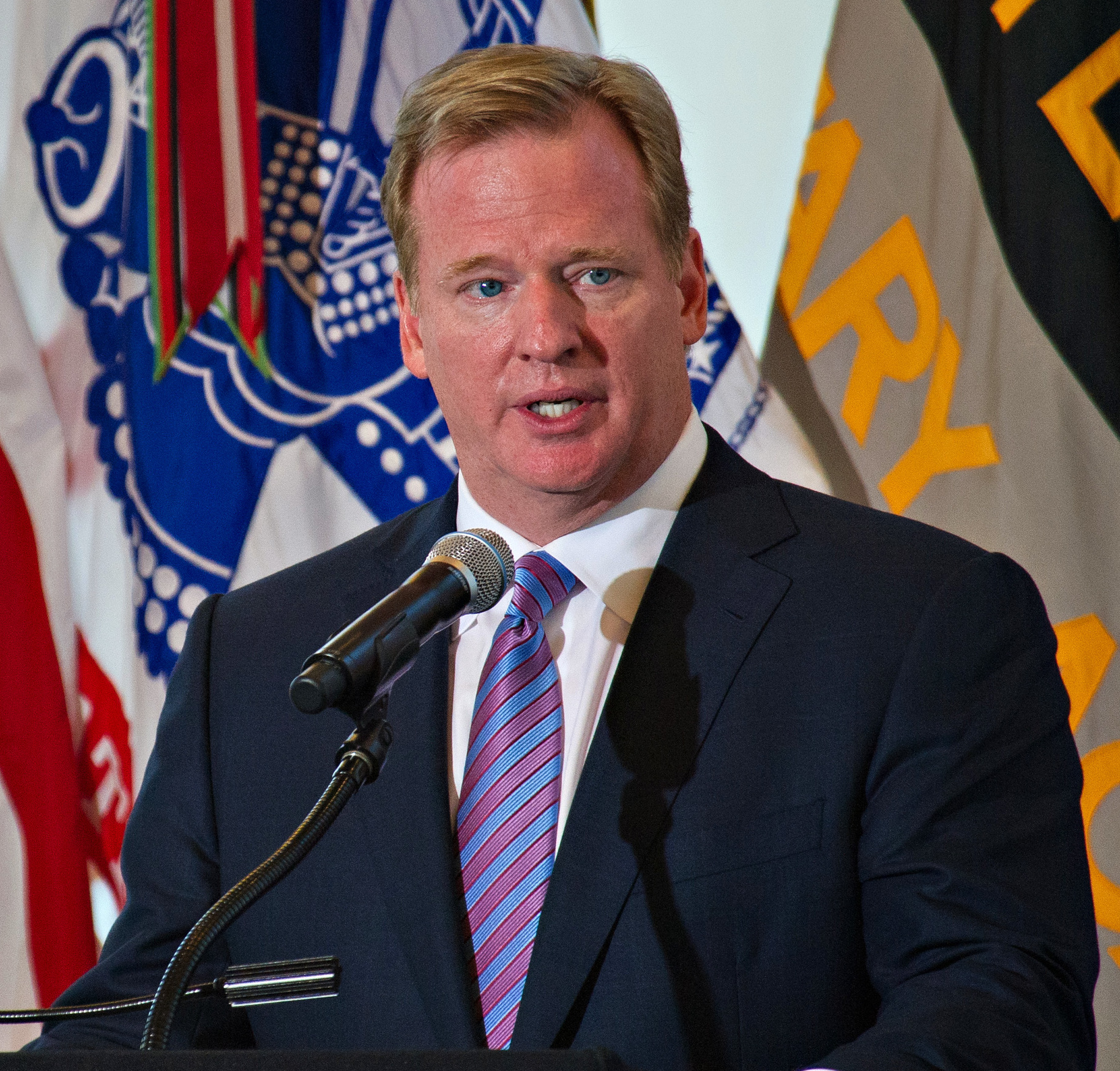
O atual comissário (presidente) da NFL, Roger Goodell.

Em um nível corporativo, a National Football League se considera uma associação comercial feita e financiada por seus 32 times membros. Até 2015, a liga era uma associação sem fins lucrativos não incorporada. A seção 501(c)(6) da Lei de Receitas dá isenção tributária federal para "ligas de negócios, câmaras de comércio, conselhos imobiliárias, conselhos de negócios ou ligas profissionais de futebol americano (administrando ou não um fundo de pensão para os seus jogadores), não organizadas para obter lucro ou que não tenha parte da sua receita para beneficiar acionistas privados ou indivíduos". Em contraste, cada time individualmente (exceto o Green Bay Packers, que é uma organização sem fins lucrativos) está sujeito a pagar impostos federais (e os estaduais também) pois eles são organizações que visam o lucro.
Em 2015, a NFL abriu mão da isenção tributária a qual tinha direito após sofrer críticas por parte do público; em uma carta aos donos dos clubes, o comissário Roger Goodell afirmou que tudo isso era uma "distração", dizendo: "o efeito do status de empresa não tributada que a liga tinha foram descaracterizados repetidas vezes nos últimos anos... Cada dólar das receitas geradas através de contratos com a televisão, acordos de licenciamento, patrocínios, venda de ingressos e outros meios são ganhos pelos 32 clubes e são passíveis de taxação. Isso continuará sendo o caso mesmo quando o escritório da liga e o Conselho de Administração emitir os retornos como entidades taxáveis e a mudança de status não fará diferença material nos nossos negócios". Como resultado, a liga pode dever em torno de US$ 10 milhões de dólares em imposto de renda por ano, mas agora não é mais obrigada a divulgar os salários dos seus oficiais executivos.
A liga possui três oficiais definidos: o comissário, o secretário e o tesoureiro. Cada conferência tem seu oficial executivo, o presidente, que é uma posição honorária com poucos poderes e possui basicamente deveres cerimoniais.
O comissário, a figura de mais alto poder administrativo dentro da liga, deve ser eleito por dois terços ou por 18 votos dos donos de times da liga, enquanto o presidente das conferências é eleito por voto de três-quartos ou dez membros da conferência. O comissário aponta o secretário e o tesoureiro e tem ampla autoridade para arbitrar questões entre clubes, jogadores, treinadores e empregados em geral. Ele é o "principal oficial executivo" da NFL e tem autoridade para contratar empregados, negociar contratos de televisão, disciplinar indivíduos que são membros de clubes ou empregados da NFL, se violarem as leis da liga ou cometeram "conduta prejudicial ao bem-estar da liga ou ao futebol [americano] profissional". O comissário pode, em evento de comportamento prejudicial por alguém associado a liga, suspender indivíduos, emitir multas de até US$ 500 000 dólares, cancelar contratos com a liga e premiar ou retirar dos times escolhas do draft.
Em casos extremos, o comissário pode oferecer recomendações para o Comitê Executivo da NFL, incluindo "cancelamento ou confisco" do direito de franquia de um clube ou qualquer outra ação que ele julgar necessário. O comissário também pode autorizar sanções ou banimentos da liga se indivíduos conectados a NFL terem feitos apostas em jogos ou falhado em notificar a liga de conspirações ou planos para agenciar jogos para apostas. O atual comissário da liga é Roger Goodell, eleito em 2006 e sucedendo Paul Tagliabue, que havia se aposentado.
De acordo com o economista Richard Wolff, a NFL redistribui suas receitas com todos os times da liga igualmente, um contraste com outras típicas estruturas de corporações. Ao redistribuir seus lucros com todas as equipes, a NFL garante que nenhum clube domine a liga através de lucros excessivos e exerça uma influência financeira indevida sobre o resto da entidade.

## Times

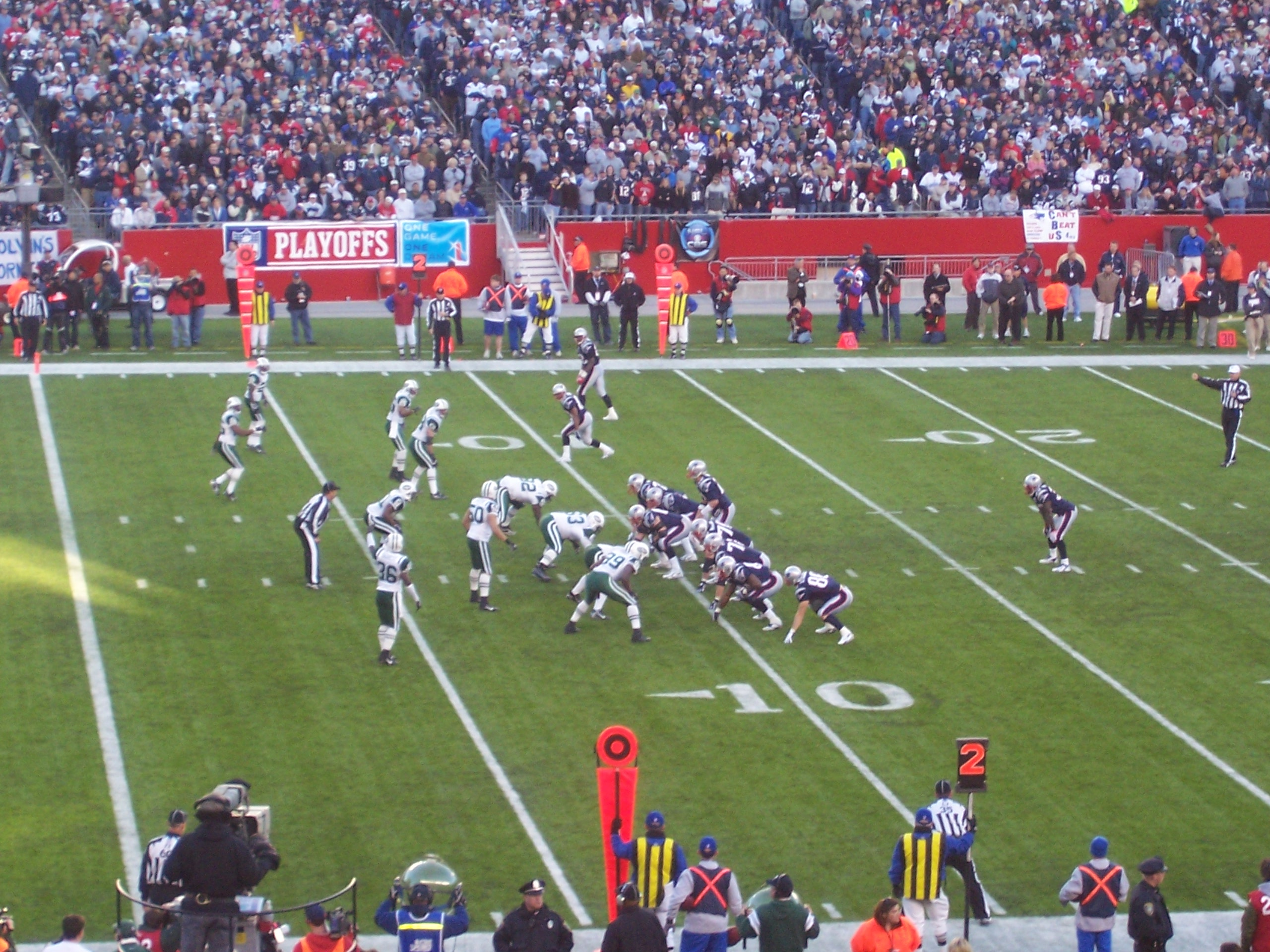
Jogo de 2006 válido pelos Playoffs da NFL entre os Jets e os Patriots.

A NFL consiste de 32 clubes divididos em duas conferências de dezesseis times cada. Cada conferência é dividida em quatro divisões com quatro equipes em cada. Durante a temporada regular, cada time deve ter, no máximo, 53 jogadores no elenco; destes, 46 devem estar ativos (disponíveis) para jogar. Cada equipe também deve ter pelo menos dez atletas no practice squad (time de treino). Um jogador só pode ficar no practice squad por, no máximo, três anos.
Cada clube da NFL é uma franquia (no sentido de empresa), com autorização da liga para operar numa cidade. Esta "franquia" cobre todo o 'território' do clube (de 120 km do limite da cidade). Cada membro da NFL tem direitos exclusivos de organizar jogos de futebol americano profissionais dentro do seu 'território' e também detém direitos exclusivos de fazer propaganda e promover eventos ligados a sua marca dentro dos seus limites. Contudo, times muito próximos um do outro só podem promover eventos dentro de suas cidades e regiões bem vizinhas; times que operam nos mesmos municípios (como as equipes em Nova Iorque e Los Angeles) ou no mesmo estado (como as equipes na Califórnia, Flórida e Texas) compartilham os direitos no território da cidade ou da 'área de marketing' do estado, respectivamente.
Todos os times da NFL estão baseados nos Estados Unidos continental. Recentemente, a liga tem optado por promover-se no exterior, com partidas acontecendo, por exemplo, na Inglaterra, sendo que equipes como o Jacksonville Jaguars tem jogado com frequência no Estádio de Wembley de Londres, uma vez por ano, como parte da NFL International Series. O Buffalo Bills também jogou pelo menos uma partida por ano no Rogers Centre, em Toronto, no Canadá, de 2008 a 2013. O México também já sediou jogos de temporada regular da NFL, como em 2005, e 39 jogos de pré-temporada, entre 1986 e 2005. Os Raiders e o Houston Texans jogaram, em novembro de 2016, no Estádio Azteca. Em dezembro de 2023, a NFL anunciou oficialmente seu primeiro jogo no Brasil, que aconteceu na primeira semana da temporada de 2024, na Neo Química Arena, entre o Green Bay Packers e o Philadelphia Eagles.

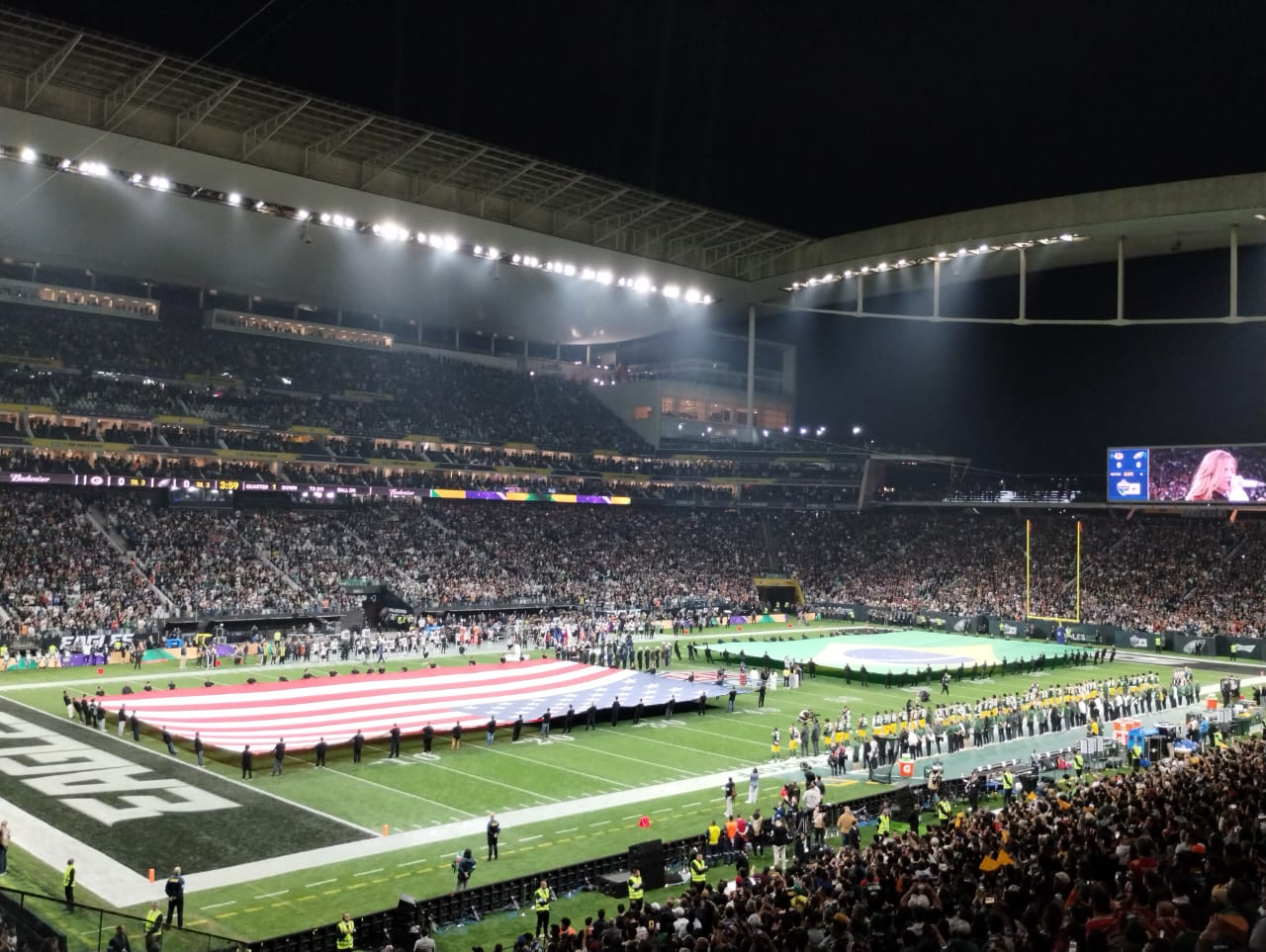
Imagem da cerimônia de abertura da partida entre o Green Bay Packers e o Philadelphia Eagles, da NFL, em 6 de setembro de 2024, na Neo Química Arena, em São Paulo. Nas últimas décadas a NFL tem tentado expandir seu sucesso para outros países através da sua "Série Internacional".

De acordo com a Forbes, o Dallas Cowboys, avaliado em mais de dez bilhões de dólares, é a franquia da NFL com o maior valor de mercado nos Estados Unidos e no mundo. Além disso, todos os 32 times da NFL estão no Top 50 das equipes esportivas mais valiosas do mundo; e quatorze dos donos de times Estão na lista da Forbes 400, mais do que qualquer outra organização esportiva.
Os 32 times da NFL estão organizados em oito divisões geográficas com quatro equipes em cada. Estas divisões estão divididas em duas conferências, a National Football Conference (NFC) e a American Football Conference (AFC). As duas conferências tem suas origens no período da criação do formato atual da liga, após a fusão da AFL com a NFL em 1970. Após a fusão, as duas ligas reorganizaram suas estruturas, com alguns times mudando de divisão e conferência para dar mais equilíbrio e garantir uma divisão igual de times por conferência.
| American Football Conference |                       |                            |                              |          |                      |
| Divisão                      | Time                  | Estádio                    | Cidade                       | Fundação | Treinadores          |
| East                         | Buffalo Bills         | Highmark Stadium           | Buffalo, Nova Iorque         | 1960     | Sean McDermott       |
| East                         | Miami Dolphins        | Hard Rock Stadium          | Miami, Flórida               | 1966     | Mike McDaniel        |
| East                         | New England Patriots  | Gillette Stadium           | Foxborough, Massachusetts    | 1960     | Mike Vrabel          |
| East                         | New York Jets         | MetLife Stadium            | East Rutherford, Nova Jérsei | 1960     | Aaron Glenn          |
| North                        | Baltimore Ravens      | M&T Bank Stadium           | Baltimore, Maryland          | 1996     | John Harbaugh        |
| North                        | Cincinnati Bengals    | Paycor Stadium             | Cincinnati, Ohio             | 1968     | Zac Taylor           |
| North                        | Cleveland Browns      | Huntington Bank Field      | Cleveland, Ohio              | 1946     | Kevin Stefanski      |
| North                        | Pittsburgh Steelers   | Acrisure Stadium           | Pittsburgh, Pensilvânia      | 1933     | Mike Tomlin          |
| South                        | Houston Texans        | NRG Stadium                | Houston, Texas               | 2002     | DeMeco Ryans         |
| South                        | Indianapolis Colts    | Lucas Oil Stadium          | Indianápolis, Indiana        | 1953     | Shane Steichen       |
| South                        | Jacksonville Jaguars  | TIAA Bank Field            | Jacksonville, Flórida        | 1995     | Liam Coen            |
| South                        | Tennessee Titans      | Nissan Stadium             | Nashville, Tennessee         | 1960     | Brian Callahan       |
| West                         | Denver Broncos        | Empower Field at Mile High | Denver, Colorado             | 1960     | Sean Payton          |
| West                         | Kansas City Chiefs    | Arrowhead Stadium          | Kansas City, Missouri        | 1960     | Andy Reid            |
| West                         | Las Vegas Raiders     | Allegiant Stadium          | Paradise, Nevada             | 1960     | Pete Carroll         |
| West                         | Los Angeles Chargers  | SoFi Stadium               | Inglewood, Califórnia        | 1960     | Jim Harbaugh         |
| National Football Conference |                       |                            |                              |          |                      |
| Divisão                      | Time                  | Estádio                    | Cidade                       | Fundação | Treinadores          |
| East                         | Dallas Cowboys        | AT&T Stadium               | Arlington, Texas             | 1960     | Brian Schottenheimer |
| East                         | New York Giants       | MetLife Stadium            | Nova Iorque, Nova Iorque     | 1925     | Brian Daboll         |
| East                         | Philadelphia Eagles   | Lincoln Financial Field    | Filadélfia, Pensilvânia      | 1933     | Nick Sirianni        |
| East                         | Washington Commanders‎ | Northwest Stadium          | Landover, Maryland           | 1932     | Dan Quinn            |
| North                        | Chicago Bears         | Soldier Field              | Chicago, Illinois            | 1920     | Ben Johnson          |
| North                        | Detroit Lions         | Ford Field                 | Detroit, Michigan            | 1930     | Dan Campbell         |
| North                        | Green Bay Packers     | Lambeau Field              | Green Bay, Wisconsin         | 1921     | Matt LaFleur         |
| North                        | Minnesota Vikings     | U.S. Bank Stadium          | Minneapolis, Minnesota       | 1961     | Kevin O'Connell      |
| South                        | Atlanta Falcons       | Mercedes-Benz Stadium      | Atlanta, Georgia             | 1966     | Raheem Morris        |
| South                        | Carolina Panthers     | Bank of America Stadium    | Charlotte, Carolina do Norte | 1995     | Dave Canales         |
| South                        | New Orleans Saints    | Caesars Superdome          | New Orleans, Luisiana        | 1967     | Kellen Moore         |
| South                        | Tampa Bay Buccaneers  | Raymond James Stadium      | Tampa, Flórida               | 1976     | Todd Bowles          |
| West                         | Arizona Cardinals     | State Farm Stadium         | Glendale, Arizona            | 1920     | Jonathan Gannon      |
| West                         | Los Angeles Rams      | SoFi Stadium               | Inglewood, Califórnia        | 1936     | Sean McVay           |
| West                         | San Francisco 49ers   | Levi's Stadium             | San Francisco, Califórnia    | 1946     | Kyle Shanahan        |
| West                         | Seattle Seahawks      | Lumen Field                | Seattle, Washington          | 1976     | Mike Macdonald       |

## Formato
O formato das temporadas da NFL consiste de, primeiro, três semanas de pré-temporada, seguidas por dezoito semanas de temporada regular (com cada time jogando dezessete partidas) e então os playoffs eliminatórios, de morte súbita, com quatorze times, culminando no Super Bowl, a final do campeonato.

### Pré-temporada
A pré-temporada da NFL começa com o Pro Football Hall of Fame Game, jogado no Fawcett Stadium em Canton, Ohio. Cada time da liga joga três partidas. As equipes da NFC devem jogar pelo menos duas partidas em casa em anos ímpares e as equipes da AFC devem jogar pelo menos duas em casa em anos pares. Os times que participam do jogo do Hall of Fame e do American Bowl, jogam quatro partidas. Os números e status que os jogadores acumulam na pré-temporada não contam para suas estatísticas oficiais. Como estes jogos só valem praticamente como treinamento e os números feitos ali não contam para o restante do ano, o foco para muitos times não é vencer e os titulares só jogam o suficiente para aquecer e depois são substituídos; os treinadores usam estas partidas para avaliar o time e os atletas, principalmente os reservas para ver quem pode ficar no plantel quando a temporada de fato começar.
A qualidade dos jogos de pré-temporada é criticada por fãs, que não gostam de pagar o preço de um ingresso completo para um jogo de exibição. Os atletas, treinadores e até analistas também criticam os jogos e seu formato, devido ao risco de contusões, mas muitos defendem as partidas de pré-temporada como um bom aquecimento para o ano.

### Temporada regular
| POS | AFC East   | AFC North | AFC South  | AFC West  |
| --- | ---------- | --------- | ---------- | --------- |
| 1ª  | Patriots   | Steelers  | Texans     | Chiefs    |
| 2ª  | Dolphins   | Ravens    | Titans     | Raiders   |
| 3ª  | Bills      | Bengals   | Colts      | Broncos   |
| 4ª  | Jets       | Browns    | Jaguars    | Chargers  |
|     |            |           |            |           |
| POS | NFC East   | NFC North | NFC South  | NFC West  |
| 1ª  | Cowboys    | Packers   | Falcons    | Seahawks  |
| 2ª  | Giants     | Lions     | Buccaneers | Cardinals |
| 3ª  | Washington | Vikings   | Saints     | Rams      |
| 4ª  | Eagles     | Bears     | Panthers   | 49ers     |

Atualmente, os quatorze oponentes que cada time enfrenta ao longo das dezessete partidas da temporada são pré-determinados numa fórmula. A temporada regular acontece ao longo de dezoito semanas (272 jogos, no total). Desde 2021, a temporada começa na semana seguinte ao Dia do Trabalho (a primeira segunda-feira de setembro) e termina na semana seguinte ao Ano Novo. O primeiro jogo da temporada é numa quinta-feira e tradicionalmente apresenta o time campeão do ano anterior.
A maioria dos jogos são disputados nos domingos, a exceção do Monday Night Football (jogado na segunda-feira) e o Thursday Night Football que ocorre nas quintas-feiras. Normalmente não há jogos disputados nas sextas-feiras ou nos sábados até perto do final do ano, já que uma lei federal proíbe que ligas profissionais de futebol americano compitam em horário com partidas do futebol de colégios e universidades, que normalmente jogam nestes dias até dezembro. Desde 1948, a NFL agendou apenas dois jogos para as terças ou quartas-feiras, embora haja exceções, como em 2010, quando uma partida de domingo teve que ser adiada devido a nevascas, ou em 2012, quando um jogo de quinta-feira mudou para a quarta para evitar conflito de horários com a Convenção do Partido Democrata.
Os jogos de temporada regular são organizados seguindo uma fórmula. Dentro da divisão, todos os quatro times jogam quatorze das dezessete partidas contra oponentes comuns – dois jogos (em casa e fora) são jogados contra cada equipe de dentro de sua divisão, enquanto pelo menos um jogo é disputado contra um adversário da NFC e uma divisão da AFC conforme determinado num sistema de rotação. Os outros dois jogos são contra times de outras conferências, determinados pela tabela de classificação da temporada anterior – por exemplo, se um time termina em primeiro lugar de sua divisão, ele jogará contra outros dois campeões de divisão, enquanto uma equipe que termina em último dentro de sua divisão também enfrenta equipes com desempenho similar dentro da conferência. No total, são dezessete jogos por time e uma semana de folga.
Embora os times saibam de antemão quem enfrentarão na temporada seguinte (devido a fórmula de organização de tabela), as datas exatas, as equipes que enfrentarão exatamente, quando e se jogarão em casa ou não, demora um pouco para saber já que a NFL divulga seu calendário oficial de jogos entre as temporadas e bem após o draft. Durante a temporada de 2010, mais de 500 000 potenciais calendários foram criados por computadores, 5 000 destes foram considerados como "jogáveis" e são revisadas pela NFL. Quando a liga chega num consenso de que os calendários finalmente estão perto do ideal, cerca de 50 deles são pegos para serem desenvolvidos e então o melhor deles é escolhido e divulgado.

### Pós-temporada

Chave mostrando a estrutura dos playoffs da NFL desde 2020

Logo em seguida ao fim da  temporada regular, os quatorze times classificados chegam aos playoffs, uma competição de mata-mata com morte súbita. São sete times de cada conferência: os quatro campeões de divisão e três times de repescagem (as três equipes de melhor campanha na conferência entre os não campeões de divisão). A ordem que os times se enfrentam é determinada por sua campanha na temporada, com o campeão de divisão com a melhor campanha folgando na primeira semana de playoffs, enquanto os outros seis times se enfrentam na rodada de repescagem (wild card). Os vencedores da rodada de repescagem avançam para os "playoffs de divisão". No decorrer dessas duas rodadas, as chaves são acertadas com o time com melhor campanha sempre enfrentando uma equipe com a campanha mais inferior, como, por exemplo, na repescagem, o terceiro colocado sempre enfrentará o sexto colocado e o quarto colocado enfrentará o quinto. Os vencedores dos playoffs de divisão se enfrentam nas finais de conferência, com o time de melhor campanha jogando em casa (na verdade, o time de melhor campanha na conferência sempre jogará no seu próprio estádio, independente da rodada que seja). Os campeões da AFC e da NFC então avançam para o Super Bowl e lá se enfrentam para ver quem será o campeão da temporada.
Além dos jogos normais de pós-temporada, ainda há o Pro Bowl, o all-star game ("jogo das estrelas") da NFL. Desde 2009, o Pro Bowl tem acontecido na semana anterior ao Super Bowl; nos anos anteriores, acontecia na semana seguinte a grande final, porém isso foi alterado para tentar aumentar a audiência, que nunca foi muito boa. Desde essa mudança, porém, jogadores que jogarão o Super Bowl quase nunca participam dos eventos do Pro Bowl. Assim como as partidas de pré-temporada, o jogo das estrelas da NFL é criticado devido a falta de competitividade e devido ao fato de muitos jogadores optarem por não ir, temendo contusões.

## Troféus e prêmios

### Troféus dos times

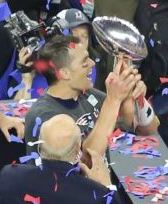
Tom Brady levantando o troféu Vince Lombardi. Brady é o maior vencedor da história do Super Bowl, com sete anéis de campeão.

A National Football League teve, na sua existência, três troféus para premiar os times campeões. O primeiro troféu, o Brunswick-Balke Collender Cup, foi doado para a NFL (na época chamada APFA) em 1920 pela Brunswick-Balke Collender Corporation. O troféu não ficaria com o time campeão de modo permanente, até que ele conquistasse três títulos. O troféu foi dado para o Akron Pros, campeões da temporada inaugural de 1920; contudo a taça se perdeu e nunca mais foi usada.
O segundo troféu que a liga deu foi o Ed Thorp Memorial Trophy, outorgado entre 1934 e 1969. O homônimo do prêmio é Ed Thorp, que era um árbitro na NFL e amigo dos donos da liga; quando ele morreu em 1934, a NFL criou o troféu com seu nome para homenageá-lo. Quando dado, o troféu passaria o ano com o time vencedor e no ano seguinte, o clube receberia uma réplica reduzida para quardar. Assim como seu predecessor, o paradeiro do troféu Ed Thorp Memorial é desconhecido. Uma teoria diz que o Minnesota Vikings, o último time a erguer esta taça, a teria perdido em 1969.
O atual troféu da NFL é o Vince Lombardi Trophy. Este é o troféu dado ao campeão do Super Bowl e seu nome foi dado em 1970 como homenagem a Vince Lombardi, que era técnico do Green Bay Packers e venceu as duas primeiras edições do Super Bowl. Ao contrário dos outros troféus dados pela NFL anteriormente, o Vince Lombardi é dado para o time campeão e a equipe fica com o troféu. O Vince Lombardi Trophy é feito pela companhia Tiffany & Co. e contém prata esterlina e tem um valor que gira entre US$ 25 000 e US$ 300 000 dólares. Além disso, os jogadores e técnicos ganham um anel de campeão. O time campeão escolhe a companhia que fabricará seus anéis; assim, cada anel é personalizado, mas a NFL exige algumas especificações, como a exigência do logo do Super Bowl. A equipe perdedora também ganha um anel, que deve ter metade do valor do campeão, mas a maioria dos times vice-campeões nem faz questão disso.
Os campeões de conferência também recebem troféus. O da NFC é chamado de George Halas Trophy, que tem este nome em homenagem ao fundador do Chicago Bears, George Halas, que também é considerado um dos co-fundadores da própria NFL. O campeão da AFC recebe o Lamar Hunt Trophy, que tem o nome em homenagem a Lamar Hunt, fundador do Kansas City Chiefs e da American Football League. Os jogadores campeões de conferência também recebem anéis.

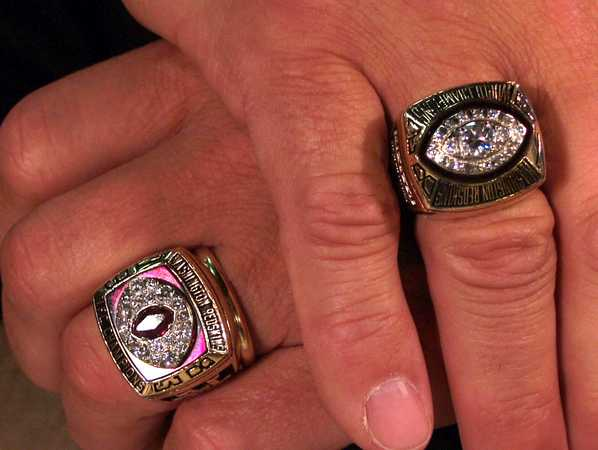
Anéis de campeão do Super Bowl de Joe Theismann.

### Prêmios de atletas e treinadores
A NFL reconhece uma série de prêmios para seus atletas e treinadores na sua apresentação do NFL Honors. O prêmio mais prestigiado é o AP Most Valuable Player (MVP, ou "Jogador Mais Valioso"). Há também o AP Jogador de Ataque do Ano, AP Jogador de Defesa do Ano, AP Comeback Player of the Year e AP Melhor Novato de Defesa ou Ataque do Ano. Outro prêmio prestigiado é o Walter Payton Man of the Year Award, que reconhece o jogador que mais contribuiu fora do campo, seja com ações de caridade ou de qualidade de vida para sua comunidade. O Maior prêmio para técnicos é o NFL Coach of the Year ("Treinador do Ano"). Há também os prêmios FedEx Air & Ground NFL Players of the Week, para os melhores jogadores da cada semana, e o Pepsi MAX NFL Rookie of the Week, para os melhores novatos de cada semana.

## Cobertura da mídia

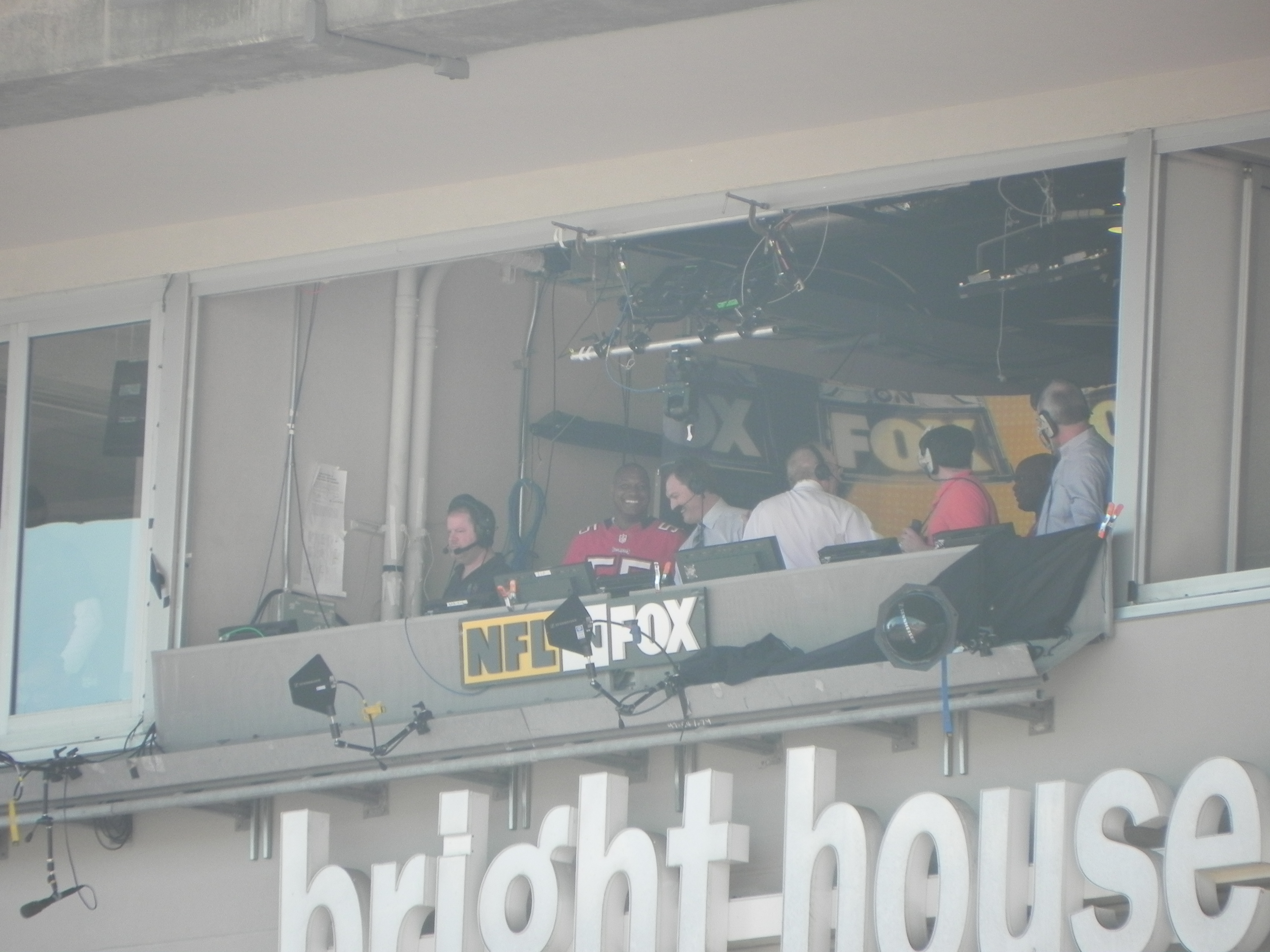
Cabine de transmissão da Fox Sports no Raymond James Stadium.

Nos Estados Unidos, a National Football League tem contratos televisivos com quatro grandes redes: CBS, ESPN, Fox e NBC. Coletivamente, estes contratos cobrem toda a temporada regular e a pós-temporada também. Em geral, a CBS televisiona os jogos da tarde quando os times da AFC jogam fora de casa e a Fox transmite os jogos da tarde quando as equipes da NFC jogam fora de casa. Nem todas as afiliadas destas emissoras transmitem as partidas, já que são vários jogos acontecendo ao mesmo tempo; cada rede afiliada fica com um jogo por slot de tempo, em acordo com uma série de regras complicadas. Desde 2011, a liga tem reservado o direito de poder trocar os jogos de domingo, sob contrato, entre as de redes (isso é conhecido como "programação flexível"). O único jeito de alguém assistir um jogo local não transmitido por uma das emissoras é através do NFL Sunday Ticket, que é disponível, como pay-per-view, para assinantes do serviço de satélite DirecTV. A liga também proporciona o RedZone, que mostra uma versão ao vivo do que acontece de relevante.

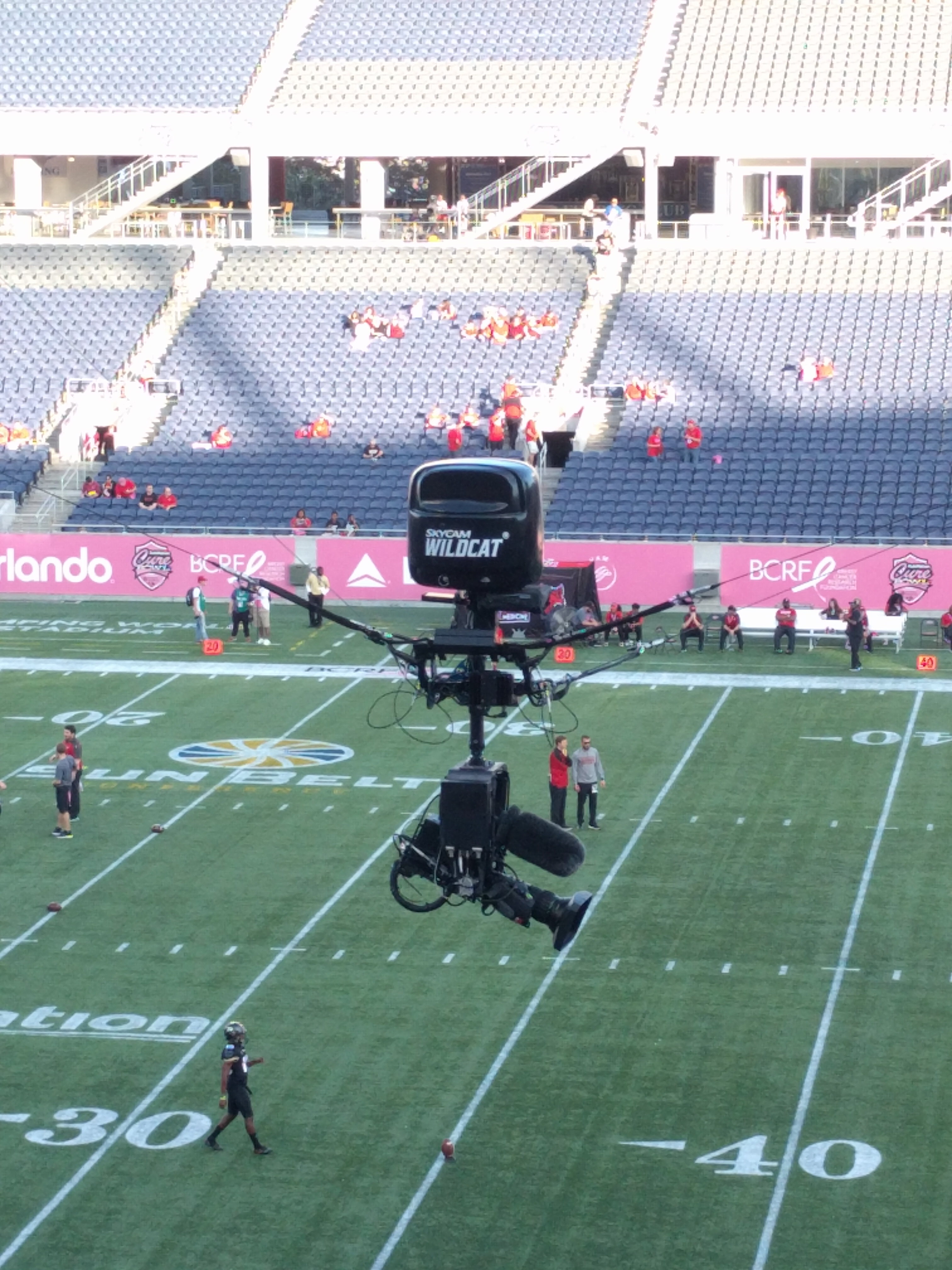
Uma skycam, utilizada em transmissões de futebol americano para filmar por sobre o campo. Esta foi uma das várias inovações tecnológicas introduzidas ao longo do tempo durante durante as transmissões dos jogos da NFL

Além dos jogos regionais, a liga também disponibiliza pacotes através das redes de satélite, a maioria de partidas de horário nobre, que são transmitidas a nível nacional. A NBC transmite o Sunday Night Football, que inclui o jogo de abertura da temporada e também a partida do Dia de Ação de Graças. A ESPN transmite o Monday Night Football as segundas. A liga ainda mantém sua própria rede de transmissão, a NFL Network, que transmite o Thursday Night Football, que também é transmitido via streamming pela CBS (desde 2014) e pela NBC (desde 2016). Para a temporada de 2017, a NFL Network transmitiu dezoito partidas de temporada regular, incluindo os Thursday Night Football, além dos jogos disputados em solo estrangeiro (o NFL International Series) e a partida de natal. Além disso, dez dos jogos de quinta a noite foram transmitidos via streamming pelo Amazon Prime. As partidas da NFL em 2017 tiveram os espaços comerciais de 30 segundos mais caros da televisão dos Estados Unidos, como a inserção no intervalo comercial do Sunday Night Football custando US$ 699 602 dólares.
Os direitos de transmissão do Super Bowl são rotativos e renovados a cada três anos, alternando entre a CBS, a Fox e a NBC. Em 2011, as emissoras assinaram um contrato de nove anos com a NFL; a revista Forbes estimou que o contrato da CBS, Fox e NBC teve seu valor estimado em US$ 3 bilhões de dólares por ano, enquanto a ESPN paga em torno de US$ 1,9 bilhões no ano. A liga também fez acordo de transmissão em língua espanhola com a NBC Universo, a Fox Deportes e a ESPN Deportes. Os contratos da liga não incluem partidas de pré-temporada, onde os times negociam com as estações locais; é raro um jogo de pré-temporada ser televisionado a nível nacional.
Com o passar dos anos e com a popularização da liga, com enormes audiências, levou a mais investimentos em técnologia nas transmissões das partidas da NFL. Em 1984, foi introduzida a Skycam numa transmissão ao vivo pela CBS.
Em 2015, a NFL começou a patrocinar uma série de anúncios públicos para trazer a atenção aos casos de abuso doméstico e agressão sexual como uma resposta a uma série de incidentes de violência doméstica cometidos por jogadores da liga.

## Draft
No mês de abril de cada ano (excluindo em 2014, quando aconteceu em maio), a NFL realiza o draft de jogadores universitários. O draft consiste de sete rodadas, com cada um dos 32 clubes tendo uma escolha por rodada. A ordem de escolhas para os times que não foram para os playoffs é determinado pela campanha da equipe durante a temporada regular, onde a tabela é invertida, com o time de pior campanha selecionando primeiro; entre os times que jogaram os playoffs, quanto mais o time avança, mais tarde no draft ele tem sua primeira escolha. O campeão do Super Bowl tem sempre a última escolha em cada rodada e o vice campeão fica com a penúltima escolha. Todos os jogadores universitários que querem ir para o draft tem três anos do seu high school (ginásio) removidos para poderem se tornar elegíveis. Jogadores nos seus últimos dois anos de faculdade que podem ser elegíveis para o draft precisam fazer suas inscrições junto a NFL até 15 de janeiro. Clubes podem trocar escolhas no draft por escolhas futuras ou como condição ou oferta em troca de jogadores.

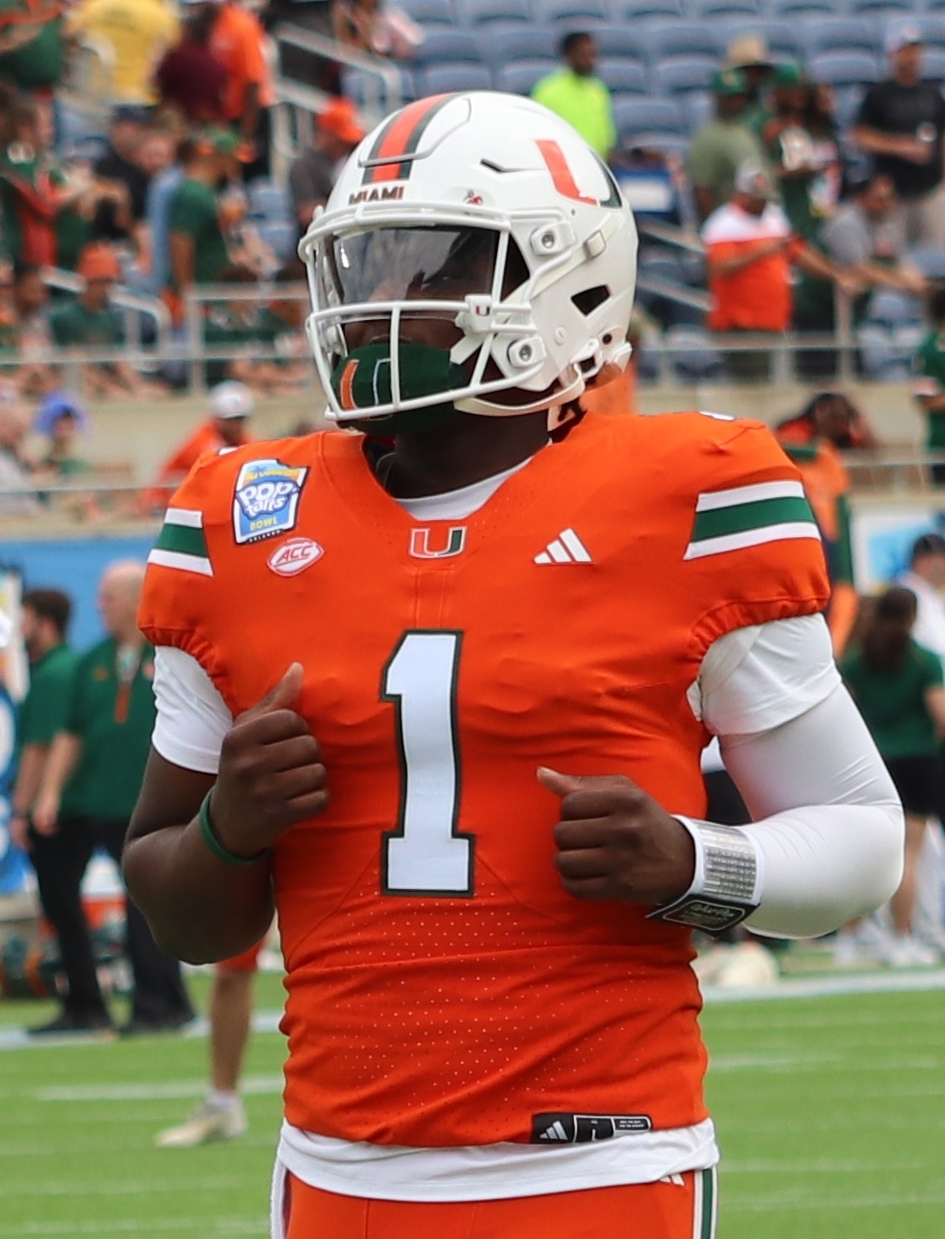
Cam Ward, quarterback dos Titans, atual primeira escolha do último Draft da NFL, realizado em abril de 2025.

Além das 32 escolhas feitas por rodada, existe também as "escolhas compensatórias" que é dado aos times que perderam mais free agents do que ganharam. Essas escolhas extras são espalhadas entre as rodadas 3 a 7, sendo um total de 32 escolhas dadas. Quando chega a hora de selecionar seu jogador, cada time tem um tempo máximo para poder se decidir. Se o time não conseguir fazer sua escolha em tempo, a equipe seguinte faz sua escolha, mas o clube que estourou o tempo não perde uma escolha na rodada. Jogadores selecionados no draft só podem negociar com o time que os escolheu, mas eles podem escolher não assinar com tal time e esperar o draft do ano seguinte. Sob o último acordo coletivo de trabalho, todos os jogadores saídos do draft que assinam seus contratos devem ficar com o time por pelo menos quatro anos, com a opção do clube de renova-lo por mais uma temporada. Os contratos de novatos do draft também tem um limite de valor, dependendo de em qual rodada o atleta foi selecionado. Jogadores elegíveis que não são draftados podem assinar com qualquer time que quiserem.
A NFL opera vários outros drafts além do seu oficial, com o chamado draft suplementar, que é anual. Os clubes submetem, via email, para a liga seus pedidos, dizendo que tipo de jogadores desejam selecionar e a rodada que farão isso, e o time com a oferta mais alta ganha os direitos sobre o jogador. A ordem exata é determinada através de uma loteria realizada antes do draft e uma oferta bem sucedida resultará no time renunciando o direito de selecionar um jogador na rodada equivalente no próximo draft. Os jogadores que querem ir para o draft suplementar tem que ser aceitos através de uma petição oficial. A liga também mantém os "drafts de expansão", sendo que o mais recente aconteceu em 2002 quando Houston Texans se juntou a liga.
Como todas as outras grandes ligas esportivas dos Estados Unidos, na NFL, em um evento de desastre (onde pelo menos 15 jogadores morrem ou se machucam num curto período de tempo) que fazem um clube perder um quarterback, eles podem draftar um de um time que tenha pelo menos três quarterbacks. No evento de um 'desastre' (15 ou mais jogadores mortos ou fora de ação) que resulte em um clube tendo que cancelar sua temporada, um novo draft será feito para o time poder contratar jogadores novos. Nenhum desses protocolos emergências chegou a ser invocado até os dias atuais.

## Free agency
Free agents são atletas que não estão sob contrato de um time. Na National Football League estão divididos entre os "free agents restritos", que tem três temporadas acumuladas e que seu contrato esteja expirado, e os "free agent irrestritos", que tem quatro ou mais temporadas acumuladas e que seu contrato esteja expirado. Uma temporada acumulada é definida como "seis ou mais jogos na lista de ativos/inativos, reservados/machucados ou reservados/fisicamente impedidos de um clube". Aos free agents restritos é permitido negociar com outros times além do seu próprio clube, mas seu antigo time tem o direito de tentar equiparar a oferta. Se eles optarem por não faze-lo, eles são compensados com escolhas extras no draft. Free agents irrestritos são livres para negociar com quem quiserem e nenhuma compensação é dado a clubes que ele já jogou.
Os times recebem a chamada franchise tag para fazer ofertas aos free agents irrestritos. A franchise tag é um acordo de um ano que paga ao jogador 120% do seu salário no contrato anterior ou não menos que a média salarial dos cinco jogadores mais bem pagos de sua posição, escolhendo qual deles é o maior. Existe dois tipos de franchise tag: as "tags exclusivas", que não permite ao atleta negociar com outros clubes, e as "tags não exclusivas", que permite ao jogador negociar com outros times mas eles devem dar ao antigo clube a chance de equiparar a oferta e duas escolhas de primeira rodada de draft se eles se recusarem a equiparar.
Clubes também tem a opção de usar a transition tag ("tag de transição"), que é similar a franchise tag não exclusiva mas não oferece nenhuma compensação ao ex time se eles se recusarem a equiparar a oferta. Devido a essa estipulação, a transition tag é raramente usada.
Cada time é sujeito a um salary cap (teto salarial) que limita os gastos com contratação de atletas. Este teto, em 2015, era de US$ 143,28 milhões de dólares, US$ 10 milhões a mais que em 2014 e US$ 20 milhões a mais que em 2013. O salary cap em 2016 foi de US$ 155,27 milhões de dólares. Para 2017, foi de US$ 167 milhões. Em 2024, o salary cap foi expandido para US$ 255,4 milhões, após notícias de aumento dos lucros da liga.
Membros do practice squad (times de treino, que não podem ocupar lugar na listagem de jogadores ativos), apesar de serem pagos e trabalharem no time em que estão, são também um tipo de free agent e podem negociar com outros times (desde que o clube que ele esta indo não jogue contra o seu antigo time nas semanas seguintes) sem compensação para o clube anterior; jogadores de practice squad não podem entrar para o practice squads de outros times, contudo, a não ser que tenham sido formalmente dispensados da sua antiga equipe.